# Haiove, Brovarî
Haiove (în ucraineană Гайове; până în 2016, Frunzivka) este un sat în comuna Bobrîk din raionul Brovarî, regiunea Kiev, Ucraina.

## Demografie
Componența lingvistică a localității Haiove
     Ucraineană (98,04%)
     Rusă (1,96%)
Conform recensământului din 2001, majoritatea populației localității Haiove era vorbitoare de ucraineană (98,04%), existând în minoritate și vorbitori de rusă (1,96%).